# Кодекс корпоративного поведения
Ко́декс корпорати́вного поведе́ния (ККП) — свод правил, рекомендованных к соблюдению участникам рынка ценных бумаг и направленных на защиту прав инвесторов, а также на улучшение иных аспектов корпоративного управления. В Российской Федерации Кодекс корпоративного поведения был рекомендован Распоряжением ФКЦБ России № 421/р от 4 апреля 2002 года.

## Предпосылки
Непосредственным адресатом кодекса корпоративного поведения являются крупные компании, имеющие доступ к публичным рынкам капитала или стремящиеся его получить.
Публичный рынок капитала, облеченный в форму бирж и иных торговых площадок, на которых осуществляется купля-продажа и иные сделки с ценными бумагами, представляет собой сложный механизм гармонизации интересов самых различных участников рынка ценных бумаг, от инвесторов и эмитентов до регулирующих и фискальных органов государственной власти. Чрезвычайно важный для развития экономики, этот механизм одновременно отличается и чрезвычайной хрупкостью, что, в случае разбалансирования, может привести к серьёзнейшим проблемам. Сложность и хрупкость публичных рынков капитала обуславливает сложность мер и способов, применяемых для обеспечения их устойчивости. Широко признана недостаточность государственного регулирующего воздействия, которому недостает необходимой в условиях конкурентной бизнес-среды гибкости и индивидуальности.
Откликаясь на имеющуюся потребность углубления взаимного доверия и получения на его основе дополнительных конкурентных преимуществ, участники рынка ценных бумаг самостоятельно разрабатывали различные механизмы для гармонизации своих взаимоотношений. Начиная с 80-90-х гг. прошлого века эти усилия при поддержке правительств и международных организаций (таких как Мировой банк, Европейский банк реконструкции и развития, Организация экономического сотрудничества и развития и др.) приобрели централизованный и институциональный характер. Одним из результатов этой деятельности явилось обобщение практики и наилучших примеров сотрудничества корпораций и инвесторов, на основе которых сообществом участников рынка ценных бумаг был выработан свод формальных рекомендаций.
Российское бизнес-сообщество также не осталось в стороне от этого процесса. Начиная с 2000 года по инициативе ФКЦБ России был созван общественный Консультативный совет, который, посредством работы ряда экспертных групп, разработал и вынес на общественное обсуждение свой проект Кодекса. Дополненный и исправленный по результатам общественных слушаний Кодекс корпоративного управления был наконец принят на заседании Правительства Российской Федерации 4 апреля 2002 года.

## Основные принципы
Обобщая содержание Российского кодекса и аналогичных документов, принятых в зарубежных странах, можно выделить следующие положения, которые по мнению участников мировых рынков ценных бумаг нуждаются в добровольном саморегулировании со стороны членов сообщества:
- Обеспечение равенства прав акционеров;

- Придание Совету директоров подлинной значимости как органа стратегического управления акционерного общества и контроля за деятельностью исполнительных органов;

- Недопущение излишнего ограничения компетенции исполнительных органов акционерного общества с одновременным обеспечением их подконтрольности совету директоров и акционерам;

- Обеспечение максимальной информационной прозрачности деятельности акционерного общества;

- Учёт законных интересов работников общества и иных групп заинтересованных лиц;

- Обеспечение максимального контроля за финансово-хозяйственной деятельностью общества с целью защиты прав и законных интересов акционеров.